# Mandril
El mandril (Mandrillus sphinx) és un primat de la família Cercopithecidae (micos del Vell Món), originari de l'Àfrica central-occidental.
És un dels mamífers més colorits del món, amb la pell vermella i blava a la cara i la part posterior. L'espècie és sexualment dimòrfica, ja que els mascles tenen un cos més gran, unes dents canines més llargues i un color més brillant. És el mico més gran del món.
El seu parent viu més proper és el dril, amb el qual comparteix el gènere Mandrillus. Tradicionalment es pensava que ambdues espècies eren babuïns i eren classificades dintre del gènere Papio, però recents investigacions van determinar que haurien d'estar separades dintre el seu propi gènere (Mandrillus). Més investigacions han demostrat que els mandrils estan més estretament relacionades amb els mangabeis.
Els mandrils viuen principalment a les selves tropicals, però també viatjen per les sabanes. Són actius durant el dia i passen la major part del temps al terra. Els seus aliments preferits són les fruites i les llavors, però els mandrils també consumeixen fulles, medul·les vegetals, bolets i animals, des d'insectes fins a joves antílops.
Els mandrils viuen en grups grans i estables coneguts com «hordes» que poden arribar als centenars. Les femelles formen el nucli d'aquests grups, mentre que els mascles adults són solitaris i només es reuneixen amb els grups més grans durant l'època de reproducció. Els mascles dominants tenen els colors més vibrants i els flancs i gropes més grossos, i tenen més èxit criant joves.
El mandril està classificat com a vulnerable a la Llista Vermella de la UICN. Les seves principals amenaces són la destrucció de l'hàbitat i la caça de d'animals silvestres. Gabon es considera la fortalesa de l'espècie. El seu hàbitat ha disminuït al Camerun i Guinea Equatorial, mentre que la seva distribució a la República del Congo és limitada.

## Etimologia
La paraula «mandril» deriva de les paraules angleses «man» i «drill» (aquest últim significa «babuí» o «mico», i és d'origen africà occidental) i data de 1744. Sembla que el nom es referia originàriament als ximpanzés. El primer erudit que va registrar el nom del «mico de colors» va ser Georges-Louis Buffon l'any 1766. Thomas Pennant l'anomenava «tufted ape», «great baboon» i «ribbernosed baboon» a A Synopsis of Quadrupeds (1771) i A History of Quadrupeds  (1781).

## Taxonomia
El mandrill va ser representat científicament per primera vegada a Historia animalium (1551-1558) per Conrad Gessner, que el considerava una espècie de hiena. L'espècie va ser classificada formalment per Carl Linnaeus com a Simia sphinx el 1758. El seu nom genèric actual Mandrillus va ser encunyat per Ferdinand Ritgen el 1824.
Històricament, alguns científics van col·locar el mandril i el dril (M. leucophaeus) molt relacionat al gènere del babuí Papio. Els estudis morfològics i genètics a finals del segle xx i principis del xxi van trobar una relació més estreta amb els mangabeis del gènere Cercocebus. Alguns fins i tot han proposat que el mandril i el dril pertanyin a Cercocebus. Dos estudis genètics el 2011 van aclarir Mandrillus i Cercocebus com a tàxons germans separats. Els dos gèneres es van dividir fa uns 4,5 milions d'anys mentre que el mandrill i el dril es van dividir aproximadament 3,17 milions d'anys. No s'han trobat fòssils de Mandrillus.
|  | Mandrillus |
|  |            |
|  | Cercocebus |
|  |            |

|  | Theropithecus                                        |
|  |                                                      |
|  | \| \| Papio \| \| \| \| \| \| Lophocebus \| \| \| \| |
|  |                                                      |
|  | Papio                                                |
|  |                                                      |
|  | Lophocebus                                           |
|  |                                                      |

|  | Papio      |
|  |            |
|  | Lophocebus |
|  |            |

|  | Mandrillus |
|  |            |
|  | Cercocebus |
|  |            |

|  | Theropithecus                                        |
|  |                                                      |
|  | \| \| Papio \| \| \| \| \| \| Lophocebus \| \| \| \| |
|  |                                                      |
|  | Papio                                                |
|  |                                                      |
|  | Lophocebus                                           |
|  |                                                      |

|  | Papio      |
|  |            |
|  | Lophocebus |
|  |            |

|  | Mandrillus |
|  |            |
|  | Cercocebus |
|  |            |

|  | Theropithecus                                        |
|  |                                                      |
|  | \| \| Papio \| \| \| \| \| \| Lophocebus \| \| \| \| |
|  |                                                      |
|  | Papio                                                |
|  |                                                      |
|  | Lophocebus                                           |
|  |                                                      |

|  | Papio      |
|  |            |
|  | Lophocebus |
|  |            |

|  | Mandrillus |
|  |            |
|  | Cercocebus |
|  |            |

|  | Theropithecus                                        |
|  |                                                      |
|  | \| \| Papio \| \| \| \| \| \| Lophocebus \| \| \| \| |
|  |                                                      |
|  | Papio                                                |
|  |                                                      |
|  | Lophocebus                                           |
|  |                                                      |

|  | Papio      |
|  |            |
|  | Lophocebus |
|  |            |

|  | Mandrillus |
|  |            |
|  | Cercocebus |
|  |            |

|  | Theropithecus                                        |
|  |                                                      |
|  | \| \| Papio \| \| \| \| \| \| Lophocebus \| \| \| \| |
|  |                                                      |
|  | Papio                                                |
|  |                                                      |
|  | Lophocebus                                           |
|  |                                                      |

|  | Papio      |
|  |            |
|  | Lophocebus |
|  |            |

|  | Mandrillus |
|  |            |
|  | Cercocebus |
|  |            |

|  | Theropithecus                                        |
|  |                                                      |
|  | \| \| Papio \| \| \| \| \| \| Lophocebus \| \| \| \| |
|  |                                                      |
|  | Papio                                                |
|  |                                                      |
|  | Lophocebus                                           |
|  |                                                      |

|  | Papio      |
|  |            |
|  | Lophocebus |
|  |            |

|  | Mandrillus |
|  |            |
|  | Cercocebus |
|  |            |

|  | Theropithecus                                        |
|  |                                                      |
|  | \| \| Papio \| \| \| \| \| \| Lophocebus \| \| \| \| |
|  |                                                      |
|  | Papio                                                |
|  |                                                      |
|  | Lophocebus                                           |
|  |                                                      |

|  | Papio      |
|  |            |
|  | Lophocebus |
|  |            |

|  | Mandrillus |
|  |            |
|  | Cercocebus |
|  |            |

|  | Theropithecus                                        |
|  |                                                      |
|  | \| \| Papio \| \| \| \| \| \| Lophocebus \| \| \| \| |
|  |                                                      |
|  | Papio                                                |
|  |                                                      |
|  | Lophocebus                                           |
|  |                                                      |

|  | Papio      |
|  |            |
|  | Lophocebus |
|  |            |

|  | Macaca                                                    |
|  |                                                           |
|  | \| \| Mandrillus \| \| \| \| \| \| Cercocebus \| \| \| \| |
|  |                                                           |
|  | Mandrillus                                                |
|  |                                                           |
|  | Cercocebus                                                |
|  |                                                           |

|  | Mandrillus |
|  |            |
|  | Cercocebus |
|  |            |

|  | Lophocebus                                              |
|  |                                                         |
|  | \| \| Theropithecus \| \| \| \| \| \| Papio \| \| \| \| |
|  |                                                         |
|  | Theropithecus                                           |
|  |                                                         |
|  | Papio                                                   |
|  |                                                         |

|  | Theropithecus |
|  |               |
|  | Papio         |
|  |               |

|  | Macaca                                                    |
|  |                                                           |
|  | \| \| Mandrillus \| \| \| \| \| \| Cercocebus \| \| \| \| |
|  |                                                           |
|  | Mandrillus                                                |
|  |                                                           |
|  | Cercocebus                                                |
|  |                                                           |

|  | Mandrillus |
|  |            |
|  | Cercocebus |
|  |            |

|  | Lophocebus                                              |
|  |                                                         |
|  | \| \| Theropithecus \| \| \| \| \| \| Papio \| \| \| \| |
|  |                                                         |
|  | Theropithecus                                           |
|  |                                                         |
|  | Papio                                                   |
|  |                                                         |

|  | Theropithecus |
|  |               |
|  | Papio         |
|  |               |

|  | Macaca                                                    |
|  |                                                           |
|  | \| \| Mandrillus \| \| \| \| \| \| Cercocebus \| \| \| \| |
|  |                                                           |
|  | Mandrillus                                                |
|  |                                                           |
|  | Cercocebus                                                |
|  |                                                           |

|  | Mandrillus |
|  |            |
|  | Cercocebus |
|  |            |

|  | Lophocebus                                              |
|  |                                                         |
|  | \| \| Theropithecus \| \| \| \| \| \| Papio \| \| \| \| |
|  |                                                         |
|  | Theropithecus                                           |
|  |                                                         |
|  | Papio                                                   |
|  |                                                         |

|  | Theropithecus |
|  |               |
|  | Papio         |
|  |               |

|  | Macaca                                                    |
|  |                                                           |
|  | \| \| Mandrillus \| \| \| \| \| \| Cercocebus \| \| \| \| |
|  |                                                           |
|  | Mandrillus                                                |
|  |                                                           |
|  | Cercocebus                                                |
|  |                                                           |

|  | Mandrillus |
|  |            |
|  | Cercocebus |
|  |            |

|  | Lophocebus                                              |
|  |                                                         |
|  | \| \| Theropithecus \| \| \| \| \| \| Papio \| \| \| \| |
|  |                                                         |
|  | Theropithecus                                           |
|  |                                                         |
|  | Papio                                                   |
|  |                                                         |

|  | Theropithecus |
|  |               |
|  | Papio         |
|  |               |

Algunes autoritats han dividit les poblacions de mandrils en subespècies: el mandril del nord (M. s. sphinx) i el mandril del sud (M. s. madarogaster). Una tercera subespècie proposada, M. s. insularis, es basava en la creença errònia que els mandrils estan presents a l'illa de Bioko. El consens és que els mandrils pertanyen a una subespècie (M. s. esfinx).
Les seqüències del citocrom b suggereixen que les poblacions de mandrils al nord i al sud del riu Ogooué es van dividir fa 800.000 anys i pertanyen a haplogrups diferents. Sembla que aquesta divergència també va provocar la divisió de la soca de mandril del virus de la immunodeficiència símia (SIV). L'esborrany (incomplet) del genoma del mandril es va publicar el 2020, amb una mida del genoma informada de 2,90 giga-parells de bases i alts nivells d'heterozigositat.

## Aparença
El mandril té un cos fortut amb un cap i un musell grans, així com una cua curta. Les extremitats són de mida uniforme i els dits de les mans i els peus són més allargats que els dels babuïns, amb un dit gros més oposable als peus. El mandril és el primat més dimòrfic sexualment, i és el mico més gran del món. Les femelles són menys robustes i tenen el musell més curt i més pla. Els mascles tenen una llargada cap-cos de 70-95 cm i pesen entre 19 i 30 kg mentre que les femelles tenen una longitud cap-cos de 55-70 cm i pesen 10 -15 kg. La majoria de les dents són més grans en els mascles i les dents canines arriben fins a 4,5 cm per als mascles i 1 cm de llarg per a les femelles. Els dos sexes tenen cues de 7 a 10 cm.
El pelatge del mandril és principalment grisós o amb bandes de color marró oliva, amb una barba groc-taronja i pèls esparsos i clars a la part inferior. Els llavis estan envoltats de bigotis blancs rígids, i hi ha una pell nua blanca darrere de les orelles. Els mandrils masculins tenen una «cresta» de pèls llargs al cap i al coll, mentre que ambdós sexes tenen glàndules toràciques cobertes per pèls llargs. La cara, la gropa i els genitals tenen menys pèl.

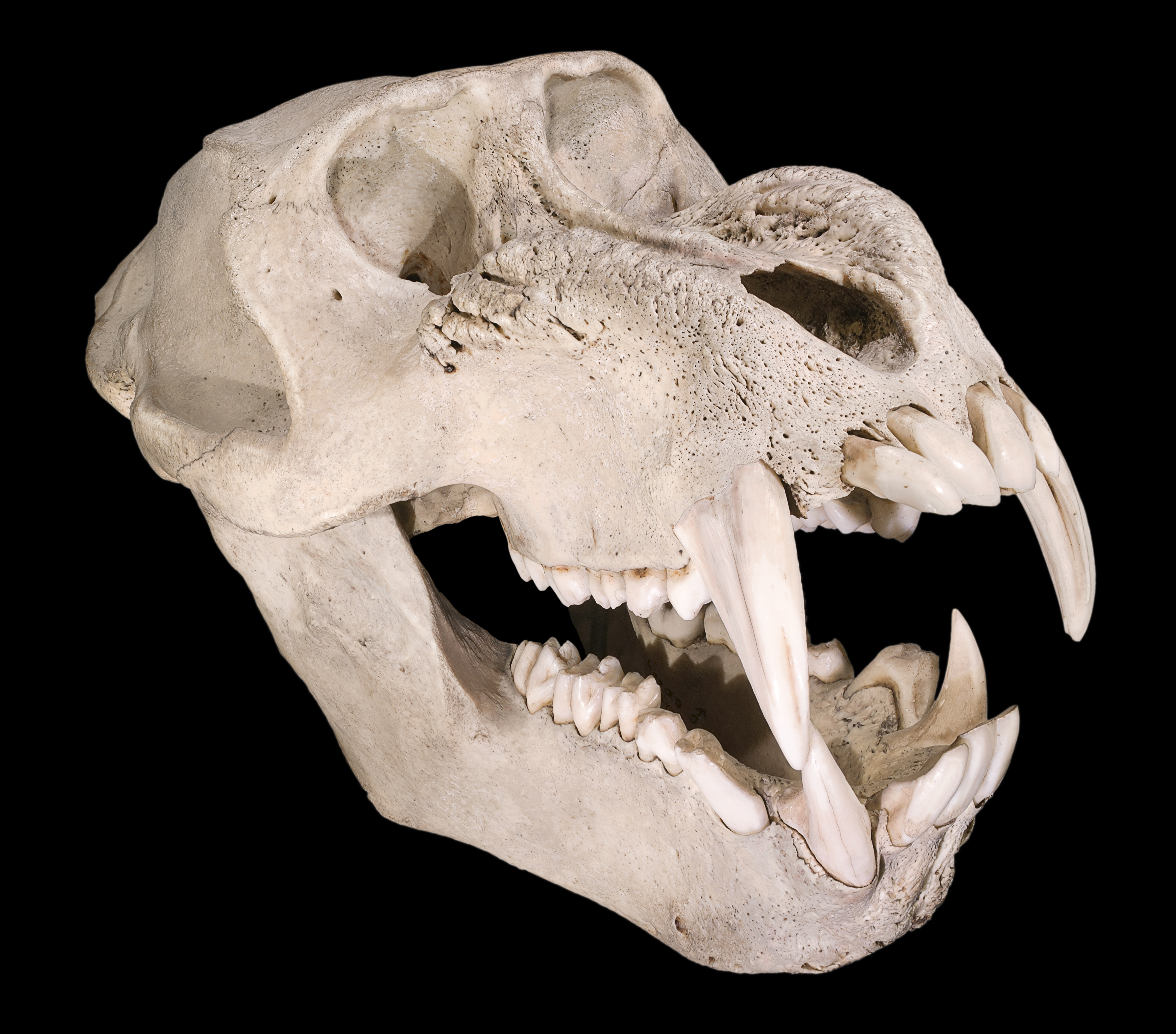
Crani de mandril masculí, que mostra els canins llargs i les inflors òssies crestades
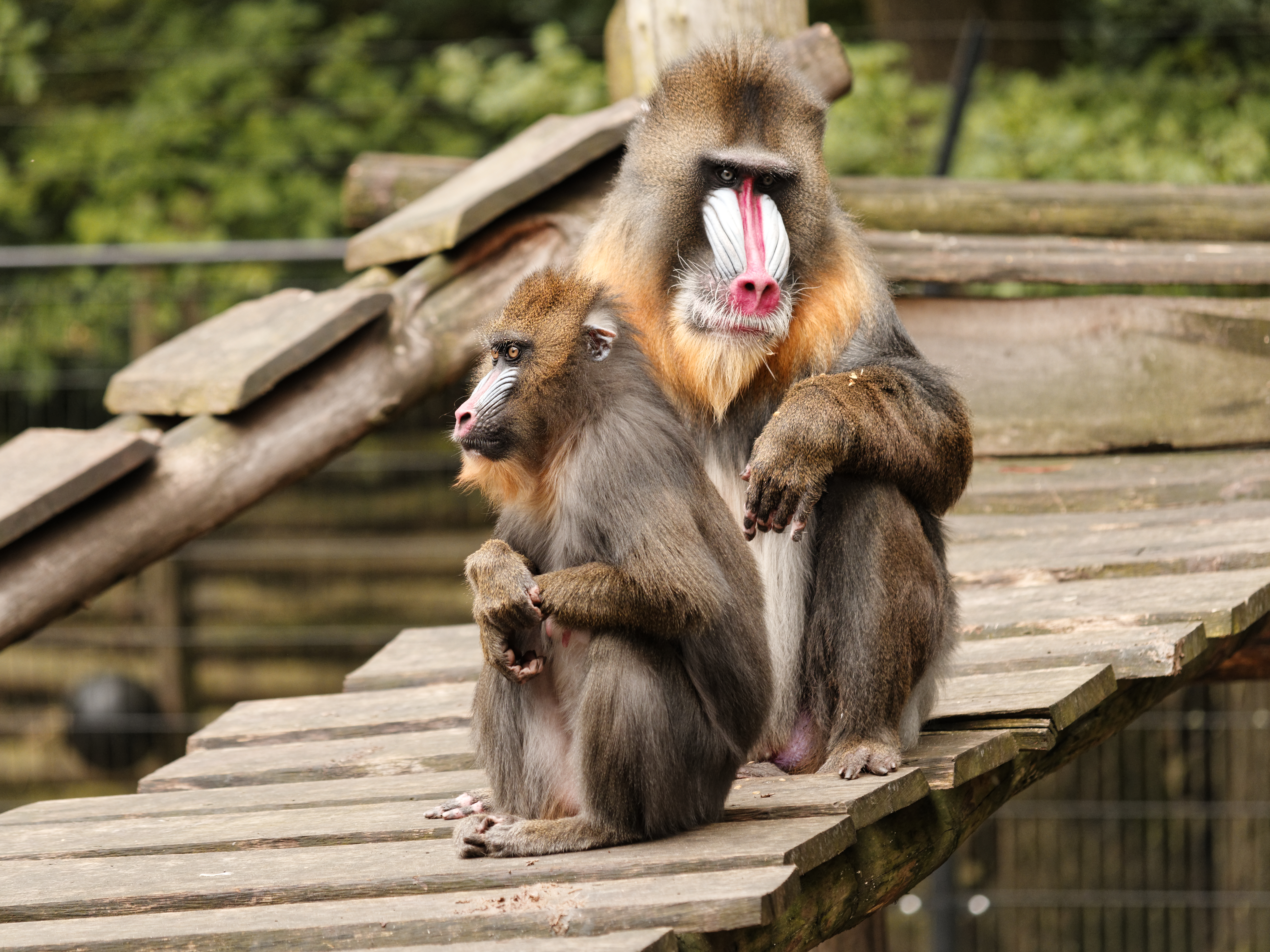
Mandrils mascles i femelles, que mostren dimorfisme de mida i color

Els mandrils tenen una línia vermella que recorre la meitat de la cara que es connecta amb el nas vermell. A banda i banda de la línia, la pell és blava i estriada. En els mascles, la pell blava està sostinguda per inflors òssies crestades. Les femelles tenen una coloració facial més suau, però això pot variar entre individus, alguns amb tons vermells i blaus més intensos i altres més foscos o gairebé negres. En els mascles, la gropa i les zones al voltant dels genitals són multicolors, consisteixen en pell vermella, rosa, blava i violeta, amb un eix del penis vermell i escrot violeta. Les zones genital i anal de la femella són vermelles.
Els mandrils són coneguts per estar entre els mamífers més colorits. Charles Darwin va escriure a The Descent of Man: «cap altre membre de tota la classe dels mamífers té un color tan extraordinàri com el mandril mascle adult». La coloració vermella és creada pels vasos sanguinis prop de la superfície de la pell, mentre que el blau és una forma de coloració estructural causada per arranjaments paral·lels de fibres de col·lagen. Les crestes blaves dels mascles contrasten tant amb les tonalitats facials vermelles com amb el fullatge verd del seu entorn, ajudant-los a destacar davant d'altres individus. La coloració més fosca i tènue de les cares de les femelles és causada per la melanina.

## Ecologia

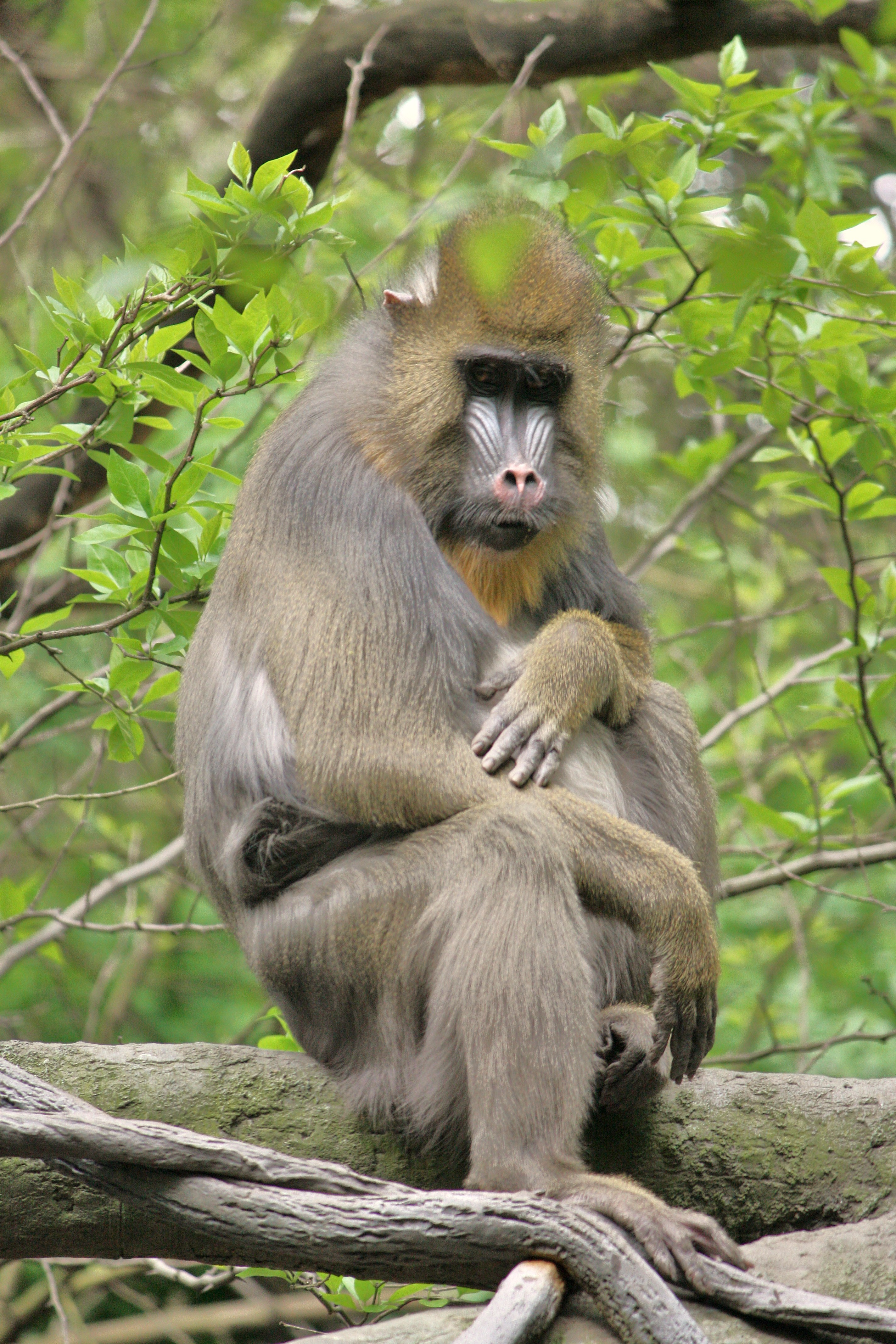
Mandril femella asseguda a un arbre

El mandril viu al centre-oest d'Àfrica, inclòs el sud del Camerun, Guinea Equatorial continental (Río Muni), Gabon i parts de la República del Congo. La seva serralada està limitada pel riu Sanaga al nord i els rius Ogooué i Ivindo a l'est. No sembla compartir hàbitat amb el dril, ja que les dues espècies estan separades pel riu Sanaga. Els mandrils viuen a les selves tropicals, en general prefereixen els boscos primaris als boscos secundaris. També viuen en boscos de galeria irregulars envoltats de sabana i viatgen per zones d'herba dins dels seus hàbitats forestals. També s'han registrat en zones muntanyoses, prop dels rius i en camps de conreu.
Els mandrils prefereixen un arbust gruixut dominat per plantes perennes com els gingebres i les plantes dels gèneres Brillantaisia i Phaulopsis. Habiten principalment a terra, però s'alimenten tan alt com el dosser arbori. Tant els mandrils com dril són més arborícoles que els babuïns. Els mandrils poden agregar-se o competir amb altres primats com ara talapoins, cercopitecs, colobus blancs i negres, ximpanzés i goril·les.

### Alimentació
El mandril és un omnívor. El nucli de la seva dieta està format per plantes, de les quals menja més d'un centenar d'espècies. Un estudi va trobar que la dieta del mandril estava composta per fruita (50,7%), llavors (26,0%), fulles (8,2%), médul·la vegetal (6,8%), flors (2,7%) i matèria animal (4,1%), amb altres aliments que representen l'1,4% restant. Durant l'estació humida, els mandrils s'alimenten en boscos continus, quan hi ha més fruites disponibles, mentre que durant l'estació seca s'alimenten als boscos galeria i als límits de sabanes i boscos.

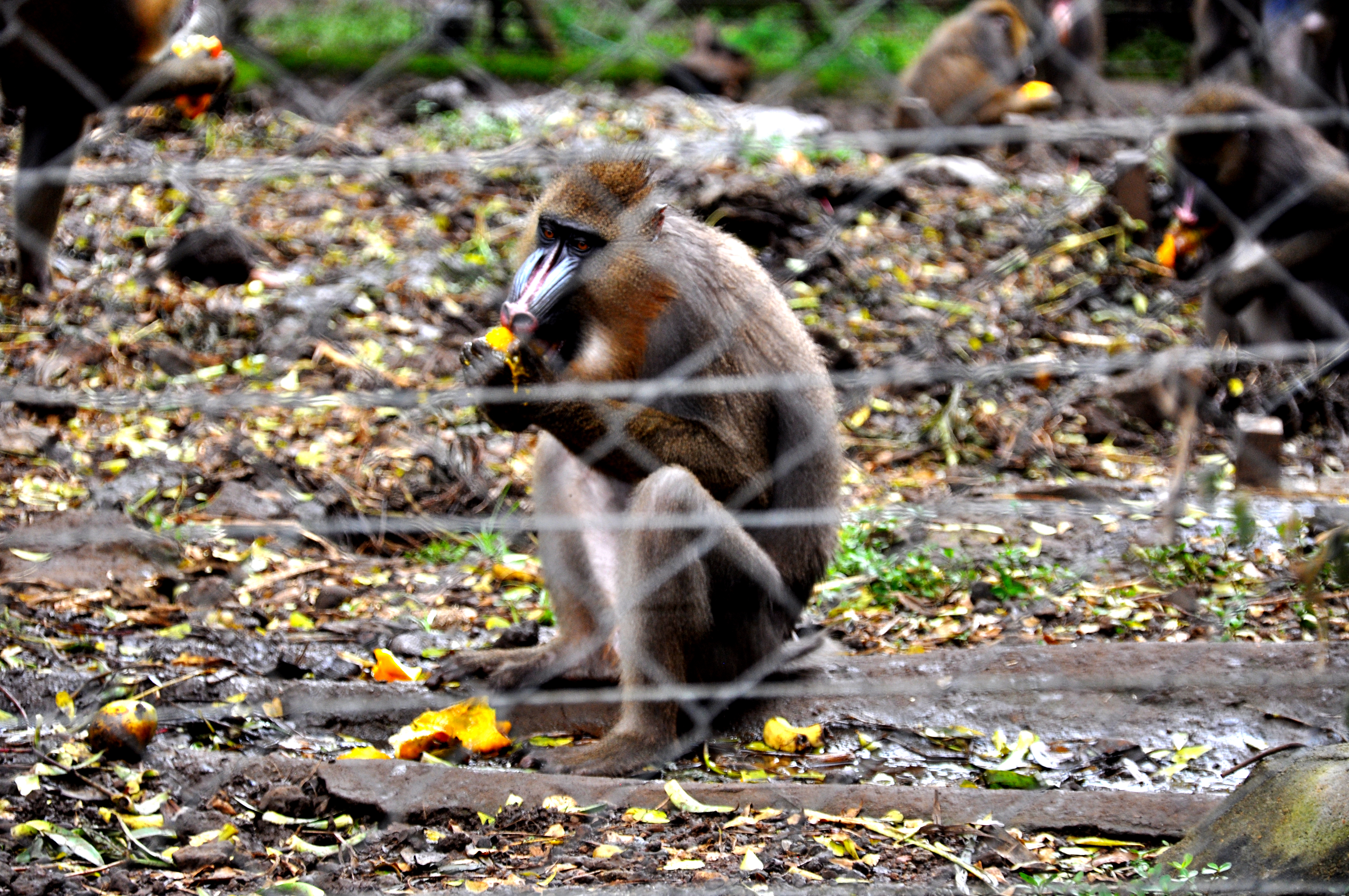
Mandrils menjant fruita

Els fruits preferits del mandril inclouen els de l'espècie d'anacard Pseudospondias microcarpa, l'espècie de cafè Nauclea diderrichii i l'espècie d'Hypericaceae Psorospermum febrifugum. Els mandrils consumeixen més llavors que moltes altres espècies de primats. Els mandrils mascles adults són un dels pocs primats capaços de mossegar la closca dura de les llavors de Detarium microcarpum. Per a la vegetació, es mengen principalment les fulles joves, els brots i la medul·la de les plantes monocotiledònies. En particular, els mandrils consumeixen fulles de Haumania liebrechtsiana i Trachyphrynium braunianum, així com les medul·les de plantes de gingebre com Renealmia macrocolia i espècies del gènere Aframomum. També se sap que consumeixen bolets.
La resta de la dieta d'un mandril es compon en gran part d'invertebrats, especialment formigues, tèrmits, grills, aranyes, cargols i escorpins. També mengen ocells i els seus ous, granotes i rosegadors. S'ha registrat que els mandrils s'alimenten de vertebrats més grans, com ara duiquer bai joves. Aquesta presa la maten amb una mossegada al cap seguida d'arrencar les extremitats posteriors i obrir el ventre. Alguns individus poden cooperar durant la caça i compartir matances.

### Depredadors, paràsits i patògens
Els lleopards poden depredar els mandrils, ja que s'han trobat restes de mandrils a les seves femtes. Altres depredadors potencials inclouen les Python sebae, les àguiles coronades i els ximpanzés. Els lleopards són una amenaça per a tots els individus, mentre que les àguiles només són una amenaça per a les cries. En un estudi en què un grup de mandrils va ser exposat a models de lleopards i àguiles coronades, els models de lleopard tendien a fer que els mandrils fugissin pels arbres, mentre que les àguiles tenien més probabilitats de conduir-los a protegir-se. El mascle dominant no va fugir dels dos tipus de model; en el cas dels lleopards, va caminar al voltant mentre mirava en la seva direcció. Les crides d'alarma eren més freqüents en resposta als lleopards que les àguiles.
Els mandrils poden infectar-se amb paràsits gastrointestinals, com ara nematodes i protozous. Les larves de la Cordylobia anthropophaga poden viure sota la pell i els individus que caminen en els prats es poden infestar de paparres. Els paràsits de la sang inclouen el Plasmodium que causa la malària i el nematode Loa loa, que es transmet per picades de Chrysops. Els mandrils salvatges han donat positiu per a SIV, enterovirus de l'espècie EV-J, i astrovirus, inclosa una variant humana.

## Comportament i costums

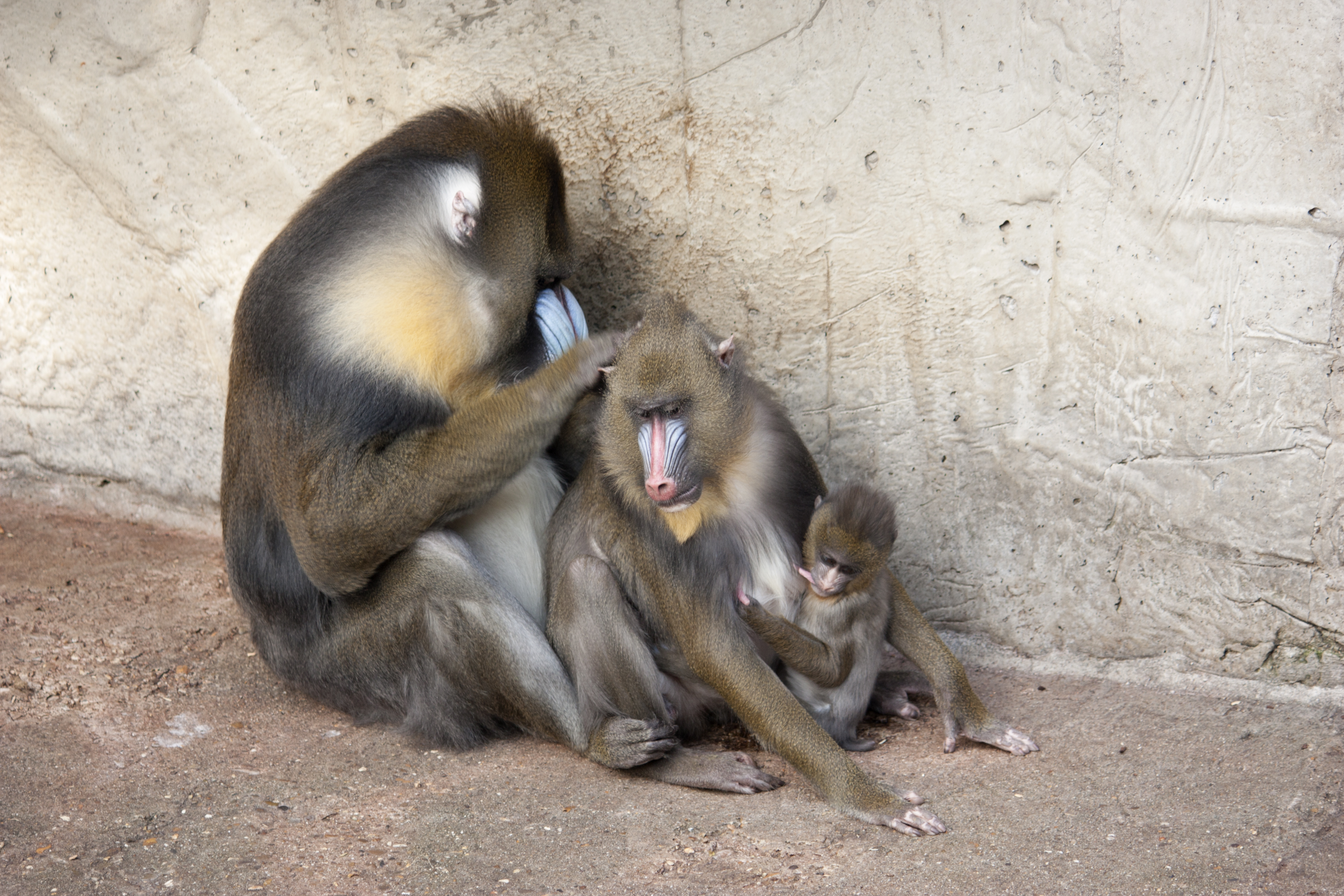
Empoilament de mandrils a Natura Artis Magistra

Els mandrils són majoritàriament diürns i estan desperts unes 10 hores al dia des del matí fins al capvespre. Sovint escullen un arbre nou per dormir cada nit. S'han observat mandrils utilitzant eines; en captivitat, fan servir pals per netejar-se. A la natura, els mandrils semblen viure entre 12 i 14 anys, però els individus en captivitat poden viure entre 30 i 40 anys.

### Estructura social
Els mandrils viuen en grans «supergrups» o «hordes» que poden contenir centenars d'individus. Aquests grups grans són bastant estables i no semblen ser reunions de grups més petits. Al Parc Nacional de Lopé (Gabon), es va trobar que les hordes de mandrils tenien una mitjana de 620 individus i alguns grups eren de fins a 845, cosa que els converteix possiblement en els grups cohesionats més grans de primats salvatges. Un altre estudi a Lopé va trobar que una horda de 625 mandrils constava de 21 mascles dominants, 71 mascles menys dominants i subadults, 247 femelles adultes i adolescents, 200 juvenils i 86 nadons dependents. Una horda de mandrils d'uns 700 individus al nord de Lopé tenia un territori total de 182 km², 89 km² dels quals eren un hàbitat adequat. El supergrup divergiria ocasionalment en dos o quatre subgrups abans de reunir-se. Un altre estudi de 15 mesos de durada d'un grup de 120 membres va trobar un territori de 8,6 km² amb una distància mitjana de viatge de 2,42 km per dia.

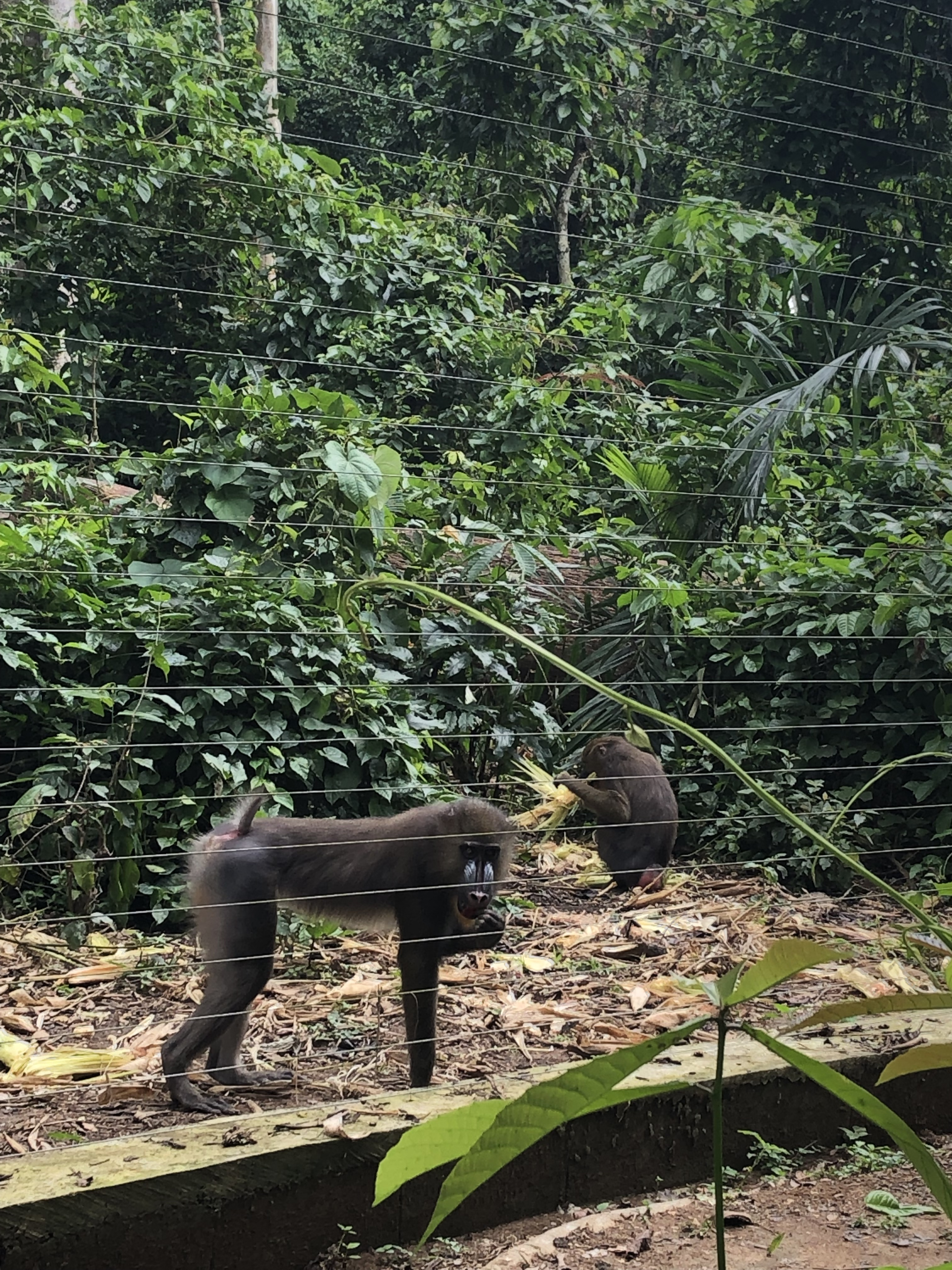
Mandrills darrere d'una tanca de filferro al Parc Nacional de Méfou

Les hordes consisteixen en grups familiars matrilineals i les femelles són importants per mantenir la cohesió social. Les connexions fortes amb els seus familiars poden provocar suport durant els conflictes, una taxa de supervivència més alta de la descendència i una vida útil més llarga per a les femelles. Les femelles dominants es troben al centre de la xarxa del grup i la seva eliminació comporta menys connexions socials al grup. El rang social d'una mare mandril pot contribuir al rang social tant de la seva descendència femenina com masculina. Els mascles madurs no són membres permanents de les hordes, però s'uneixen a mesura que les femelles es tornen sexualment receptives i se'n van quan acaba el seu cicle sexual. Com a resultat, la coloració del mandril masculí pot ser destinada a cridar l'atenció en una estructura social sense relacions a llarg termini entre companys. Els mascles de rang superior es troben al centre d'un grup social, mentre que els mascles de rang inferior tenen més probabilitats d'ocupar la perifèria. Les femelles tenen cert control sobre els mascles i les coalicions poden expulsar un mascle no desitjat d'un grup. Fora de l'època de reproducció, es creu que els mascles porten una vida solitària i no se sap si existeixen grups de solters només masculins.
Tant els mascles com les femelles freguen i marquen arbres i branques amb secrecions de les seves glàndules toràciques, tot i que els mascles (i especialment els mascles dominants) marquen més que les femelles. Les substàncies químiques de les secrecions indiquen el sexe, l'edat i el rang de l'individu. El marcatge d'olor també pot tenir una funció territorial, els mascles alfa captius marcaran els límits del recinte. Els mandrils s'empolainen els uns als altres, fins i tot quan no hi ha cap benefici que es pugui obtenir de fer-ho. Durant l'empolaiment, els subordinats prefereixen netejar el altres mandrils per darrere, per tal de minimitzar el contacte visual i donar-los més temps per fugir si l'individu més dominant ataca.

### Reproducció i desenvolupament
Els mandrils mascles dominants (o alfa) tenen més èxit d'aparellament. En obtenir l'estat alfa, els mascles desenvolupen testicles més grans, cares i posteriors més vermelles, més secreció de les glàndules toràciques, i costats i gropes més greixos. Quan un mascle perd el domini, aquests canvis fisiològics s'inverteixen almenys parcialment. La pell blava de la cara és més consistent en brillantor. Els mascles de rang més alt tendeixen a tenir més contrast entre la coloració facial vermella i blava. A causa de la seva distribució de greix, els mascles dominants també es coneixen com a mascles «engreixats» mentre que els mascles subordinats es coneixen com a mascles «no engreixats». La longitud dels canins també es correlaciona amb el domini, i els mascles tenen menys probabilitats de tenir descendència quan els seus canins tenen menys de 30 mm. En alguns individus, el desenvolupament de característiques sexuals secundàries es suprimeix en resposta a la competència d'altres mascles. Els mandrils mascles tendeixen a establir domini amb vocalitzacions i expressions facials, en lloc de lluitar.

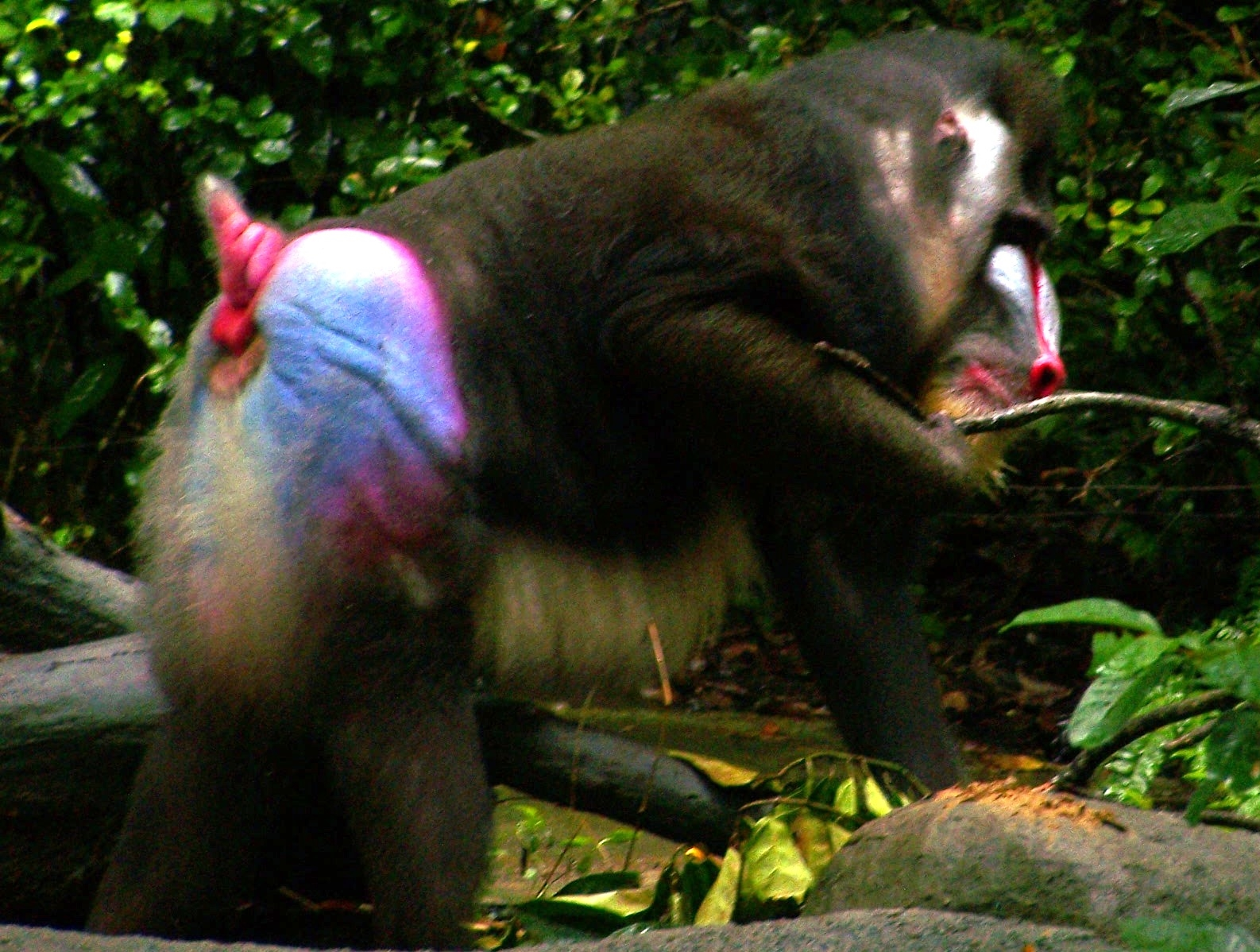
Mandrill mascle «engreixat» que mostra la part posterior de colors
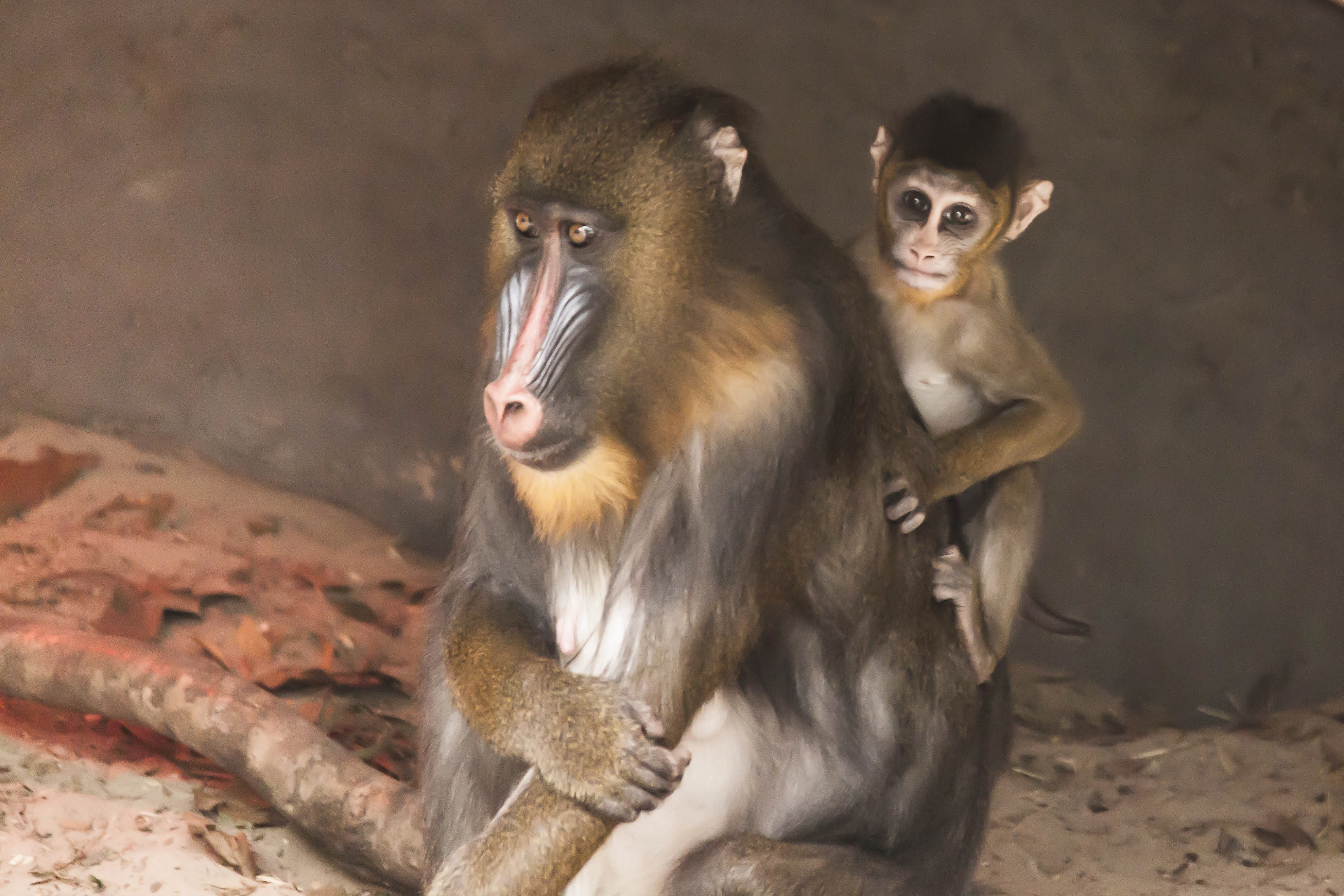
Nadó mandril agafat sobre la mare

L'aparellament es produeix principalment durant l'estació seca, amb l'ovulació femenina que arriba entre juny i setembre. Les femelles receptives tenen inflor sexual a la part posterior, i la coloració facial vermella pot comunicar l'edat i la fertilitat. Els mascles també semblen detectar l'estat reproductiu d'una femella mitjançant l'òrgan veronasal (conegut com a resposta flehmen). Els mascles dominants intenten monopolitzar l'accés a les femelles mitjançant la guarda de la parella, que implica que el mascle atén i copuli amb una femella durant dies. Els mascles dominants tendeixen a engendrar la major part de la descendència, però són menys capaços de monopolitzar l'accés a les femelles quan moltes femelles arriben a l'estre al mateix temps. Un mascle subordinat també té més probabilitats de tenir èxit reproductiu si està estretament relacionat amb un mascle alfa. Una femella que ovula tendeix a permetre que els mascles de colors més brillants s'apropin a ella i toquin el seu perineu, i és més probable que els facin el cabell i els sol·licitin. La femella indica la seva voluntat d'aparellar-se col·locant la seva part posterior cap al mascle. El coit no dura més de 60 segons, amb el mascle muntant la femella i fent empenta pèlvica.
La gestació de mandril dura una mitjana de 175 dies i la majoria dels naixements tenen lloc entre gener i març, durant l'estació humida. Els buits entre naixements oscil·len entre 184 i 1.159 dies amb una mitjana de 405 dies, i tendeixen a ser més baixes en les femelles de rang superior. Els nadons neixen amb un pes mitjà de 640 g i la majoria tenen la pell nua, amb una mica de pèl blanc i un floc de pèl fosc al cap i al llarg de la columna vertebral. Durant els dos o tres mesos següents, desenvolupen el seu color de cabell adult al cos, les extremitats i el cap, mentre que la cara i el musell de color carn s'enfosqueixen. Els nadons dependents es porten a la panxa de la mare. Les cries solen deslletar-se al voltant dels 230 dies. Els mascles es tornen més dimòrfics sexualment entre els quatre i els vuit anys, moment en què les femelles ja comencen a parir. Els mascles comencen a abandonar la seva horda després de complir els sis anys d'edat. Les femelles assoleixen la seva mida adulta al voltant dels set anys, mentre que els mascles ho fan als deu anys.

### Comunicació
Els mandrils es comuniquen amb diverses expressions facials i postures. Les mostres d'amenaça impliquen mirar mirant amb la boca oberta, generalment en combinació amb el cap menjant, cops a terra i cabell aixecat. Aquests gestos solen ser realitzats per individus dominants cap als subordinats, que responen amb ganyotes de dents al descobert, senyalant por i agressió. Tant les femelles joves com les de baix rang mostren submissió i ansietat amb una «cara sense expressió». Les intencions lúdiques es comuniquen amb una «cara relaxada» amb la boca oberta. Els mascles que s'acosten a les femelles mostren una cara de «somriure» o «silenciosa» amb les dents descobertes i fan xips de llavis. Aquesta visualització també es pot produir amb el xoc de dents.  Els mandrils poden desenvolupar i transmetre nous gestos; individus en captivitat al zoo de Colchester (Anglaterra), per evitar que els molestin, sobretot mentre descansen.
Els mandrils també produeixen diverses vocalitzacions, tant per a distàncies llargues com curtes. Durant els moviments de grup, els mascles adults produeixen grunyits de dues fases i rugits d'una síl·laba, tots dos equivalents a l'escorça «wahoo» dels babuïns. Altres membres del grup produeixen «cants», que duren gairebé dos segons i comencen com una vibració i transició a un so harmònic més llarg. Les veus de curta distància inclouen el «iac», una crida aguda, repetida i semblant a un pols produïda per tots els individus excepte els mascles adults i feta en situacions de tensió. Els mandrils també poden grunyir durant les trobades agressives. Els grunyits s'utilitzen per expressar una alarma suau, mentre que les alarmes intenses tenen la forma d'una crida aguda i curta de dues síl·labes coneguda com «alarma k». Es produeix un «so K» agut i fort per motius desconeguts. El crit és un senyal de por i fet pels individus que fugen, mentre que els «girneys», un tipus de gemec o ronronament, es fa com una forma d'apaivagament o frustració entre les dones i els joves.  Les veus individuals són més semblants entre els animals relacionats, però els mandrils no relacionats poden tenir veus similars si interactuen regularment.

## Tractats i conservació

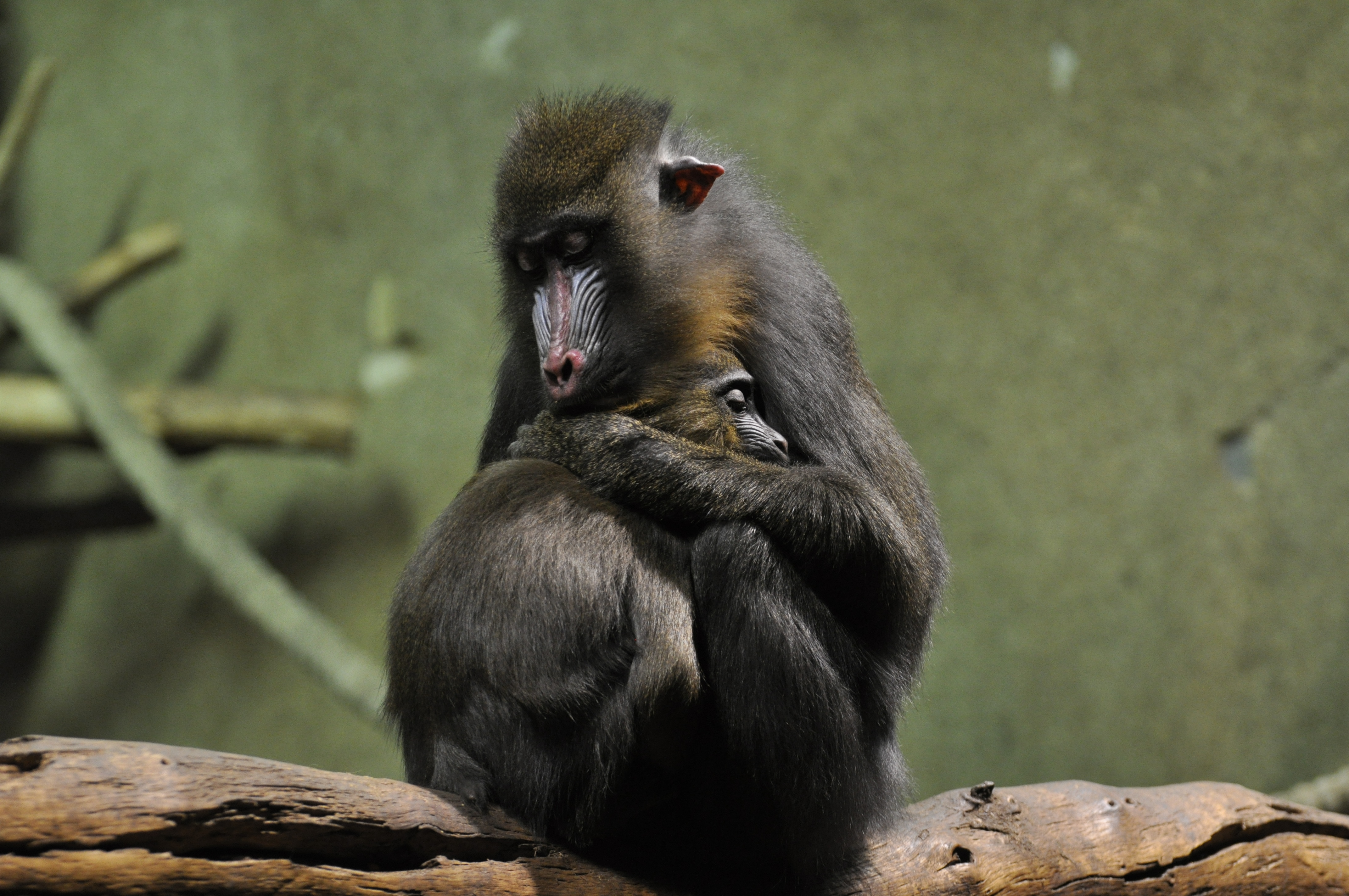
Femella amb la seva cria

A partir del 2019, la Llista Vermella de la UICN enumera el mandril com a vulnerable. Es desconeix la seva població total, però se sospita que ha disminuït més d'un 30 per cent durant els últims 24 anys. Les seves principals amenaces són la destrucció de l'hàbitat i la caça de carn de bosc.
El mandril sembla haver patit una pèrdua massiva d'hàbitat a Guinea Equatorial i al sud del Camerun, mentre que la seva distribució a la República del Congo és limitada i es desconeix el seu estat. A més, mentre que els mandrils viuen en grups per centenars, la caça al Camerun i Guinea Equatorial sembla haver donat lloc a grups més petits. Gabon és vist com el refugi més important que queda per a l'espècie, i la baixa densitat de població del país i les grans selves tropicals el converteixen en un bon candidat per a la conservació de mandrils. Les investigacions han mostrat un nombre elevat de població d'altres espècies de primats com els ximpanzés i els goril·les. Hi ha una població semisalvatge al Centre Internacional d'Investigació Mèdica de Franceville.
El mandril està inclòs a l'Apèndix I de la CITES, que prohibeix el comerç comercial d'espècimens capturats a la natura, i a la Classe B de la Convenció Africana, que els proporciona protecció però permet una autorització especial per a la seva matança, captura o recollida. Hi ha almenys una àrea protegida per als mandrils dins de cadascun dels països on habiten. Al Gabon, la majoria de les selves tropicals s'han llogat a empreses de fusta, però al voltant del 10% forma part d'un sistema de parcs nacionals, 13 dels quals es van establir el 2002.